# Ruffenhofen
Ruffenhofen ist ein Gemeindeteil des Marktes Weiltingen im Landkreis Ansbach (Mittelfranken, Bayern). Ruffenhofen liegt in der Gemarkung Frankenhofen.

## Geografie
Das Kirchdorf liegt an der Wörnitz und am Schellengraben, der hier als rechter Zufluss in die Wörnitz mündet. Der Ort ist von Acker- und Grünland mit vereinzeltem Baumbestand umgeben. Im Nordwesten wird die Flur Kesseltal und Höhe genannt, im Nordosten Auchtfeld und Weng. 0,75 km südöstlich liegt der Römerpark Ruffenhofen.
Die Staatsstraße 2385 führt nach Weiltingen (1,6 km südwestlich) bzw. zur Staatsstraße 2218 bei Wittelshofen (0,9 km nördlich). Gemeindeverbindungsstraßen führen nach Aufkirchen (2,2 km östlich) und zur Kreisstraße AN 47 bei Frankenhofen (1,3 km südlich).

## Geschichte
Die Fraisch über Ruffenhofen war umstritten. Sie wurde sowohl vom ansbachischen Oberamt Wassertrüdingen als auch vom oettingen-spielbergischen Oberamt Aufkirchen beansprucht. Die Reichsstadt Dinkelsbühl wollte sie auf ihren Gütern geltend machen. Gegen Ende des 18. Jahrhunderts gab es in Ruffenhofen 16 Anwesen. Außerdem gab es eine Kirche und ein Gemeindehirtenhaus. Grundherren waren
- das Kastenamt Wassertrüdingen (2 Gütlein, 1 Haus)
- das württembergische Oberamt Weiltingen (1 Mühle, 1 Hof, 5 Söldengüter, 1 Söldengut mit Brau- und Wirtschaftsrecht)
- die Reichsstadt Dinkelsbühl (Benefizium St. Veit: 1 Söldengut; Reichsalmosenpflege: 1 Hof; Stadtkammer: 1 Hof)
- der Deutsche Orden (Obervogtamt Oettingen: 1 Hof, 2 Sölden).

Die Dorf- und Gemeindeherrschaft wurde ganerblich von den Grundherren übernommen.
Mit dem Gemeindeedikt (frühes 19. Jahrhundert) wurde Ruffenhofen dem Steuerdistrikt und der Ruralgemeinde Frankenhofen zugewiesen. Am 1. Mai 1978 wurde Ruffenhofen im Zuge der Gebietsreform in Bayern nach Weiltingen eingegliedert.

### Baudenkmäler
In Ruffenhofen gibt es fünf Baudenkmäler:
- Kastell Ruffenhofen
- Haus Nr. 2: Ehemaliges Wohnstallhaus eines Bauernhofes, eingeschossiges giebelständiges Gebäude mit Steildach, massiv, mittleres 19. Jahrhundert
- Haus Nr. 3: Ehemalige Mühle, zweigeschossiger, massiver Satteldachbau, gegen 1780.
- Haus Nr. 7: Evangelisch-lutherische Filialkirche St. Nikolaus, Chorturmkirche, massiver Bau mit gedrungenem Turm, 2. Hälfte 14. Jahrhundert; mit Ausstattung.
- Haus Nr. 15: Wohnstallhaus eines Bauernhofes, eingeschossiges massives Gebäude mit Steildach, mittleres 19. Jahrhundert
- Haus Nr. 17: Ehemaliges Wohnstallhaus, eingeschossiges massives Gebäude mit Steildach, mittleres 19. Jahrhundert

### Einwohnerentwicklung
| Jahr      | 001818 | 001840 | 001861 | 001871 | 001885 | 001900 | 001925 | 001950 | 001961 | 001970 | 001987 | 002006 | 002016 |
| Einwohner | 91     | 93     | 146    | 93     | 104    | 97     | 106    | 117    | 92     | 88     | 86     | *62    | *72    |
| Häuser    | 18     | 19     |        |        | 18     | 18     | 19     | 18     | 18     |        | 19     |        |        |
| Quelle    | [ 11 ] | [ 12 ] | [ 13 ] | [ 14 ] | [ 15 ] | [ 16 ] | [ 17 ] | [ 18 ] | [ 19 ] | [ 20 ] | [ 21 ] | [ 1 ]  | [ 1 ]  |

## Religion
Der Ort ist seit der Reformation evangelisch-lutherisch geprägt. Die Kirchengemeinde St. Nikolaus (Ruffenhofen) war ursprünglich eine Filiale von St. Johannis (Aufkirchen), seit der zweiten Hälfte des 19. Jahrhunderts gehört sie zur Pfarrei St. Peter (Weiltingen). Die Katholiken sind nach St. Margareta (Wilburgstetten) gepfarrt.